# Maxim Turbulenc
Maxim Turbulenc è stato un gruppo musicale ceco pop di Klánovice, quartiere di Praga. Il gruppo è stato fondato nel 1995 da Pavel Vohnout, Daniel Vali e Petr Panocha. Il gruppo è diventato famoso con la hit dell'anno 2000 dall'album Veselé zpívanky "Jede, jede mašinka" (lett. Va, va la macchinina, italiano Va, va la locomotiva). Il gruppo si sciolse quando uno dei membri (Daniel Vali) morì di infarto durante una cena di famiglia.

## Membri
- Daniel Vali (Dan) – canto (1995 – morto nel 2024)
- Petr Panocha (Pancha) – canto (1995 – 2005)
- Pavel Vohnout (Kyklop) – canto (1995 – 2015)
- Petr Novák (Ajfel) – canto (2005 – 2024)
- Tomáš Báča (Timi) – canto (2015 – 2024)

## Discografia

### Albumi
- Turbulence dance (1995)
- Zpívánky s Maxim Turbulenc (1996)
- Zpívánky s Maxim Turbulenc - druhé vydání (1997)
- Ententýci (1997)
- Nové zpívánky (1998)
- Nové zpívánky  - druhé vydání (1998)
- Mejdan století jenom (nejen) pro děti (1999)
- Veselé zpívánky (2000)
- Veselé zpívánky  - 2CD in edizione platino (2000)
- Maxíci na divokém západě (2001)
- Rozpustilé zpívánky (2002)
- Maxíci na indiánské stezce (2003)
- Sakum Prdum - 10 let srandy s Maxim Turbulenc (2004)
- Maxim Turbulenc od A do Z (2005)
- Máme rádi zvířata (2005)
- Suprový zpívánky (2006)
- Maxim Turbulenc 2008 (2007)
- Dopravní zpívánky (2008)
- Antiethanol párty No.1 (2009)
- Sakum Prdum 3 (2010)
- Čecho Decho (2010)
- Trempo Kempo (2010)
- Vánoční zpívánky (2011)

### DVD
- Jede jede mašinka a další legrační videoklipy (2003)
- Čecho Decho (2010)
- Trempo Kempo (2010)